# Alleanza Nazionale - Patto Segni
Alleanza Nazionale - Patto Segni è stata una lista elettorale italiana promossa in occasione delle elezioni europee del 1999 da Alleanza Nazionale, partito ispirato al conservatorismo nazionale e dal Patto Segni, formazione liberale guidata da Mariotto Segni.
L'alleanza si presentò con un unico simbolo, un tondo con i nomi dei due partiti più il simbolo di un elefantino, esplicito richiamo al Partito Repubblicano statunitense, sul cui modello Fini e Segni avevano infatti intenzione di promuovere la nascita di un grande partito liberale e conservatore di centrodestra.

## Storia
In una stagione caratterizzata ormai da un'aperta competizione con Forza Italia, Alleanza Nazionale decise di sperimentare un nuovo progetto elettorale, per allargare l'area del centro-destra e ottenere un definitivo affrancamento dall'accusa di neofascismo. Per farlo AN presenta una lista unitaria insieme al Patto Segni, movimento politico di Mario Segni (già alleato nella lotta in favore del bipolarismo), derivato della ex Democrazia Cristiana. L'alleanza si apre anche all'apporto di candidati moderati di diversa estrazione, specialmente quella liberale. Vengono infatti candidati Marco Taradash, proveniente dal Partito Radicale, e lo stesso Segni, democristiano che dopo Tangentopoli aveva scelto di lavorare alla costruzione di un partito liberale. Vittorio Feltri ha poi confessato di aver ricevuto una proposta di candidatura da Fini in persona, proposta che ha però rifiutato.
L'alleanza, però, racimola un insuccesso, facendo cadere la forza elettorale complessiva al 10,3% (appena 3 milioni di voti) ed eleggendo soltanto 9 parlamentari europei (di cui 8 AN e solo Mariotto Segni del Patto). Dopo la sconfitta Gianfranco Fini dà le dimissioni dalla guida di AN (salvo poi ritirarle), mentre Segni (pur scegliendo di entrare nella Casa delle Libertà) promuoverà il Patto Segni-Scognamiglio.
L'iniziativa era stata sostenuta anche dall'area laica e liberale del Polo per le Libertà, rappresentata da Arturo Diaconale, Peppino Calderisi, Luca Barbareschi, Giovanni Negri e altri, che speravano in un l'allargamento in senso liberale di AN, che potesse rappresentare una ricchezza per l'alleanza di centrodestra. Dopo l'insuccesso, infatti, daranno vita al Polo Laico, effimero movimento di natura libertaria, laica e radicale.
Fini e Segni, da allora, non hanno più promosso attività politiche insieme, fino al 2009, quando il primo, allora presidente della Camera, annuncia il proprio sostegno al referendum elettorale promosso da Segni e Giovanni Guzzetta.

## Risultati elettorali
| Elezione     | Elezione  | Voti  | %      | Seggi |
| ------------ | --------- | ----- | ------ | ----- |
| Europee 1999 | 3.194.661 | 10,28 | 9 / 87 |       |